# Richtlinie 92/104/EWG
Die Richtlinie 92/104/EWG ist eine Europäische Richtlinie zum Schutz von Arbeitnehmern im übertägigen und untertägigen Mineralien-Bergbau. Sie ist die zwölfte Einzelrichtlinie zur Richtlinie 89/391/EWG (Arbeitsschutz-Rahmenrichtlinie) und definiert die Mindestvorschriften für den Schutz der Arbeitnehmer und legt Schutz- sowie Präventionsmaßnahmen fest, um das Risiko für die Sicherheit und die Gesundheit zu senken.

## Anwendung
Die Richtlinie 92/104/EWG umfasst Tätigkeiten im übertägigen oder untertägigen mineralgewinnenden Betrieben sowie Tätigkeiten beim Aufsuchen und der Aufbereitung von Fördergut für den Verkauf. Tätigkeiten bei der Weiterverarbeitung des geförderten Gutes sind von dieser Richtlinie nicht abgedeckt.
Arbeitgeber haben sicherzustellen, dass Arbeitsstätten so konzipiert und organisiert, dass die Arbeitnehmer übertragene Arbeiten ohne Gefährdung ihrer Sicherheit und Gesundheit oder die anderer Arbeitnehmer ausführen können. Mit einem besonderen Risiko verbundenen Arbeiten werden nur an fachkundige Arbeitnehmer übertragen und durch eine verantwortliche Person überwacht. Sicherheitsanweisungen müssen für alle betroffenen Arbeitnehmer verständlich sein, Sicherheitsübungen müssen regelmäßig durchgeführt werden und Erste Hilfe Einrichtungen müssen bereits gestellt werden. Es muss ein Sicherheits- und Gesundheitsschutzdokument erstellen werden, das belegt, dass eine Gefährdungsbewertung durchgeführt wurde und dass die Arbeitsstätte als sicher eingestuft werden kann.

## Historie
Am 7. Dezember 1992 verabschiedete die Europäische Wirtschaftsgemeinschaft die Richtlinie 92/104/EWG über Mindestvorschriften zur Verbesserung der Sicherheit und des Gesundheitsschutzes der Arbeitnehmer in übertägigen oder untertägigen mineralgewinnenden Betrieben. Diese wurde am 28. Juni 2007 durch Richtlinie 2007/30/EG geändert.

## Aufbau der Richtlinie 92/104/EWG
- ABSCHNITT I ALLGEMEINE BESTIMMUNGEN
  - Artikel 1 Ziel
  - Artikel 2 Definitionen
- ABSCHNITT II PFLICHTEN DES ARBEITGEBERS
  - Artikel 3 Allgemeine Verpflichtungen
  - Artikel 4 Brand- und Explosionsschutzmaßnahmen sowie Schutz vor gesundheitsgefährdender Atmosphäre
  - Artikel 5 Flucht- und Rettungsmittel
  - Artikel 6 Kommunikations-, Warn- und Alarmsysteme
  - Artikel 7 Unterrichtung der Arbeitnehmer
  - Artikel 8 Präventivmedizinische Überwachung
  - Artikel 9 Anhörung und Beteiligung der Arbeitnehmer
  - Artikel 10 Mindestvorschriften für Sicherheit und Gesundheitsschutz
- ABSCHNITT III SONSTIGE BESTIMMUNGEN
  - Artikel 11 Anpassung des Anhangs
  - Artikel 12 Mineralgewinnung durch Schwimmbagger
  - Artikel 13 Schlußbestimmungen
  - Artikel 14
- ANHANG MINDESTVORSCHRIFTEN FÜR SICHERHEIT UND GESUNDHEITSSCHUTZ NACH ARTIKEL 10
  - ABSCHNITT A GEMEINSAME MINDESTVORSCHRIFTEN FÜR ÜBERTAEGIGE UND UNTERTAEGIGE MINERALGEWINNENDE BETRIEBE UND ZUGEHÖRIGE TAGESANLAGEN
  - ABSCHNITT B BESONDERE MINDESTVORSCHRIFTEN FÜR ÜBERTAEGIGE MINERALGEWINNENDE BETRIEBE
  - ABSCHNITT C BESONDERE MINDESTVORSCHRIFTEN FÜR UNTERTAEGIGE MINERALGEWINNENDE BETRIEBE